# Каспер Терго
Каспер Терго (фін. Casper Terho, нар. 24 червня 2003, Гельсінкі, Фінляндія) — фінський футболіст, вінгер бельгійського клубу «Юніон Сент-Жилуаз» та національної збірної Фінляндії.

## Ігрова кар'єра

### Клубна
Каспер Терго є вихованцем столичного клубу ГІК. Першу гру в основі футболіст провів у серпні 2020 року. З наступного сезону Каспер став постійним гравцем основи. Паралельно з цим граючи за дублюючий склад ГІКа «Клубі 04». Перший гол на дорослому рівні Терго забив 24 квітня 2021 року у матчі чемпіонату країни проти «Гонки».
У сезоні 2022/23 Каспер Терго регулярно грав у матчах ГІКа в кваліфікації Ліги чемпіонів та в груповому раунді Ліги Європи.
У вересні 2022 року бельгійський клуб «Юніон Сент-Жилуаз» досяг згоди, згідно якої с 1 січня 2023 року  вступає в дію контракт футболіста з цим клубом.

### Збірна
У складі юнацької збірної Фінляндії (U-17) Каспер Терго став переможцем відбіркової групи до Юнацького чемпіонату Європи 2020 року. Та через пандемію коронавірусу фінальна частина чемпіонату була відмінена.
4 червня 2024 року в товариському матчі проти Португалії Каспер Терго дебютував у складі національної збірної Фінляндії.

## Титули
ГІК
- Чемпіон Фінляндії (2): 2020,[8] 2022

«Юніон»
- Володар Суперкубка Бельгії: 2024[9]